# The Whisperer in Darkness
The Whisperer in Darkness és una pel·lícula independent de terror del 2011 dirigida i produïda per Sean Branney, Andrew Leman i David Robertson i distribuïda per la H.P. Lovecraft Historical Society. Basat en la història del mateix nom de H. P. Lovecraft, es va rodar amb Mythoscope, una barreja de tècniques de filmació vintage i modernes destinades a produir l'aspecte d'una pel·lícula dels anys 30. Segons el lloc web de la pel·lícula, els cineastes pretenien capturar l'aspecte de "pel·lícules de terror clàssiques dels anys 30 com Dracula, Frankenstein i King Kong".

## Argument
Per als primers dos actes, la trama segueix en gran part la història curta. El tercer acte consisteix en material completament nou en el qual els Mi-Go es revela per adorar Shub-Niggurath, i el protagonista, Wilmarth, descobreix un intent dels cultistes d'obrir una porta d'entrada entre Yuggoth i la Terra. Ell frustra la trama amb l'ajuda d'Hannah, la filla d'un dels col·laboradors. La seva fugida no té èxit i al final de la pel·lícula el públic descobreix que Wilmarth ha estat narrant des d'una màquina connectada al cilindre en què ara resideix el seu cervell. Això difereix de la història original en què Wilmarth fuig enmig de la nit i torna amb seguretat a Arkham.
Segons Sean Branney al llargmetratge de creació "The Whisperer Behind the Scenes", Lovecraft era millor a les configuracions que als finals. Des d'un punt de vista dramàtic, la història de Lovecraft va portar els escriptors a través del que seria el "segon acte" d'una estructura de pel·lícula estàndard i es va sentir incompleta. El personatge d'Hannah i l'obertura de la porta a Yuggoth es van presentar per tal de "[fer-ho] una bona pel·lícula". Branney i Leman pretenien fer el món de Wilmarth "més complicat emocionalment" perquè el futur d'Hannah va fer que s'invertís en "més que en ell mateix". Els personatges dels tres amics de Wilmarth a la Universitat Miskatonic es van desenvolupar a partir del joc de rol La crida de Cthulhu creat anys abans per Branney, Leman i un amic. Pel que fa a la introducció d'un biplà, Leman va comentar: "Si tens monstres que volen, has de tenir una baralla de gossos amb un biplà."

## Repartiment
En ordre d’aparició:
- Paul Ita - Farmer
- Matt Foyer - Albert Wilmarth
- Matt Lagan - Nathaniel Ward
- Lance J. Holt - Davis Bradbury
- Andrew Leman - Charles Fort
- Stephen Blackehart - Charlie Tower
- David Pavao - Jordan Lowell
- Don Martin - Dean Hayes
- Joe Sofranko - George Akeley
- Barry Lynch - Henry Akeley
- Martin Wately - Walter Brown
- Daniel Kaemon – P. F. Noyes
- Caspar Marsh - Will Masterson
- Autumn Wendel - Hannah Masterson
- Sean Branney - B-67
- Annie Abrams - Aviatrix
- Zack Gold - Astrònom
- John Jabaley - Superintendent

## Producció
Els cineastes utilitzaren Mount Holyoke College per representar la Universitat de Miskatonic. Pasadena City College s'utilitza per a escenes interiors de l'escola.
Sandy Petersen, autor del joc de rol La crida de Cthulhu, va contribuir econòmicament a la pel·lícula per tal d'acabar la seva producció.

## Llançament
The Whisperer in Darkness no es va estrenar en cinemes, però va aparèixer a desenes de festivals de cinema de més d'una dotzena de països. Després es va publicar en DVD i Blu-ray a principis de 2012.

## Recepció
The Whisperer in Darkness va rebre moltes ressenyes positives. Té un 86% d'aprovació a Rotten Tomatoes. A la Internet Movie Database té 6,6 de 10 estrelles. John J. Puccio, de Movie Metropolis, va dir: "L'atmosfera està al seu lloc, i els cineastes capten l'essència de l'horror expansiu de Lovecraft amb eficàcia. La pel·lícula és entretinguda sense assolir la grandesa". Andrew O'Hehir, de Salon.com, va dir que "'Whisperer in Darkness' té una conclusió més freda i alguns moments de veritable terror".

## Premis
The Whisperer in Darkness va ser nominada l'Oaxaca Film Fest. Va rebre el premi al millor guió al Buenos Aires Rojo Sangre de 2011.